# Samtgemeinde Nienstädt
La comunità amministrativa di Nienstädt (Samtgemeinde Nienstädt) si trova nel circondario della Schaumburg nella Bassa Sassonia, in Germania.

## Suddivisione
Comprende 4 comuni:
1. Helpsen
2. Hespe
3. Nienstädt
4. Seggebruch

Il capoluogo è Nienstädt.